# Snake Bite Love
Snake Bite Love (с англ. — «Любовь, жалящая как змея») — четырнадцатый студийный альбом британской рок-группы Motörhead, выпущенный 10 марта 1998 года.

## Об альбоме
Данный альбом, как и предыдущий (Overnight Sensation), особого успеха не получил и был оценён критиками довольно низко, несмотря на то, что материал альбома получился довольно быстрым и «тяжёлым», в привычном для группы стиле.

## Список композиций
Авторами всех песен являются Лемми, Фил Кэмпбелл и Микки Ди, кроме отмеченных
| №   | Название            | Автор(ы) | Длительность |
| --- | ------------------- | -------- | ------------ |
| 1.  | «Love for Sale»     |          | 4:52         |
| 2.  | «Dogs of War»       |          | 3:38         |
| 3.  | «Snake Bite Love»   |          | 3:30         |
| 4.  | «Assassin»          |          | 4:48         |
| 5.  | «Take the Blame»    |          | 4:03         |
| 6.  | «Dead and Gone»     |          | 4:18         |
| 7.  | «Night Side»        |          | 3:37         |
| 8.  | «Don't Lie to Me»   | Лемми    | 3:59         |
| 9.  | «Joy of Labour»     |          | 4:52         |
| 10. | «Desperate for You» |          | 3:27         |
| 11. | «Better off Dead»   |          | 3:42         |

## Участники записи
- Иэн Фрэйзер «Лемми» Килмистер — бас-гитара, вокал
- Фил Кэмпбелл — соло-гитара
- Микки Ди — ударные

## Позиции в чартах
| Чарт (1998)                   | Высшая позиция |
| ----------------------------- | -------------- |
| Германия (Offizielle Top 100) | 47             |
| Швеция (Sverigetopplistan)    | 49             |